# Anta (arquitetura)

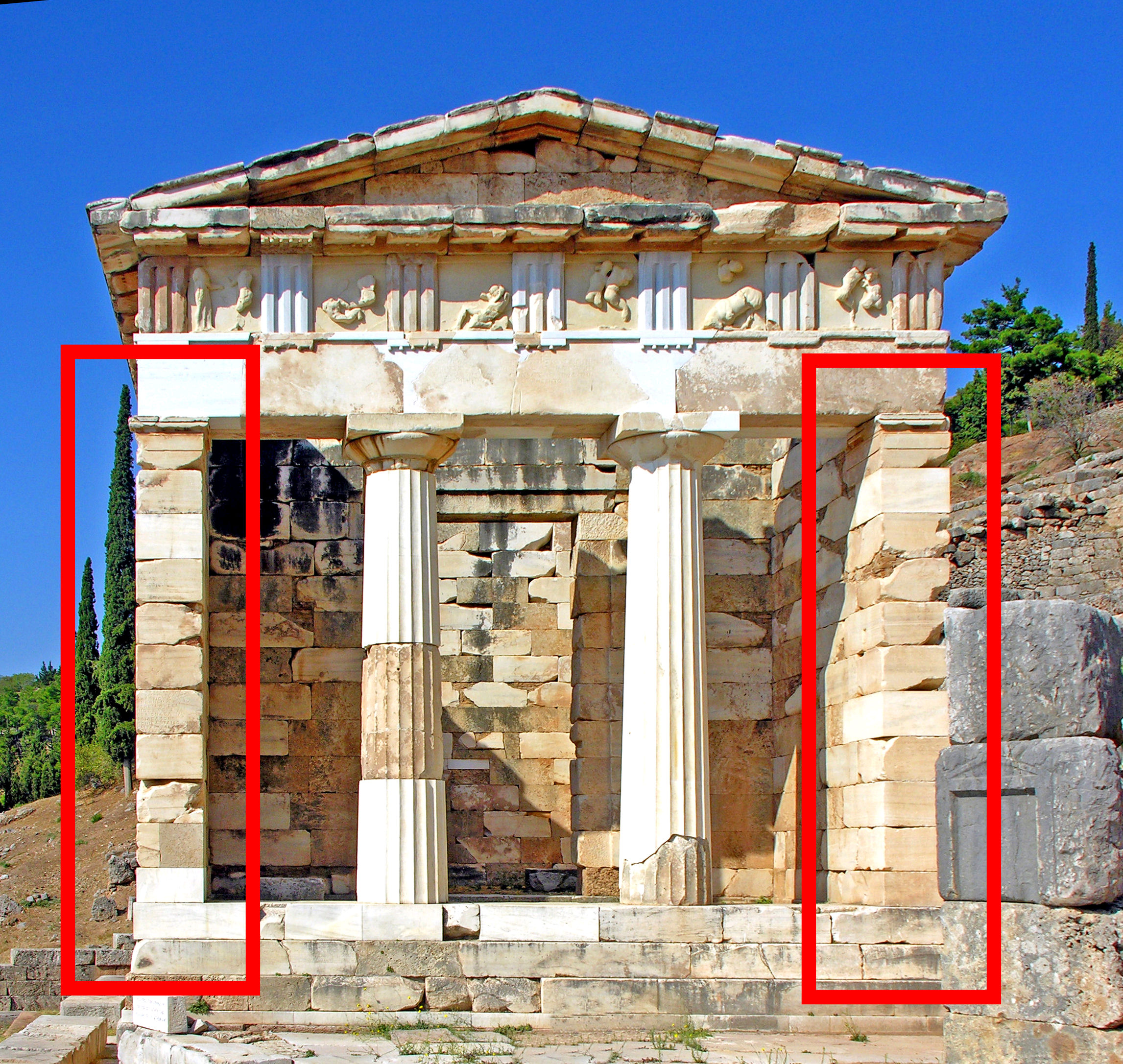
O Tesouro Ateniense em Delfos com duas antas emoldurando um conjunto de duas colunas

Uma anta (pl. antæ, antae ou antas; latim, possivelmente de ante, "antes" ou "na frente de"), ou às vezes parastas (pl. parastades), é um termo na arquitetura clássica que descreve os postes ou pilares de cada lado de uma porta ou entrada de um templo grego — os pilares ligeiramente salientes que terminam as paredes laterais (do naus). As antas são formadas pelo espessamento das paredes ou pela fixação de uma faixa separada e podem servir para reforçar paredes de tijolos.
As antas diferem da pilastra, que é puramente decorativa e não tem a função de suporte estrutural da anta.

## Anta

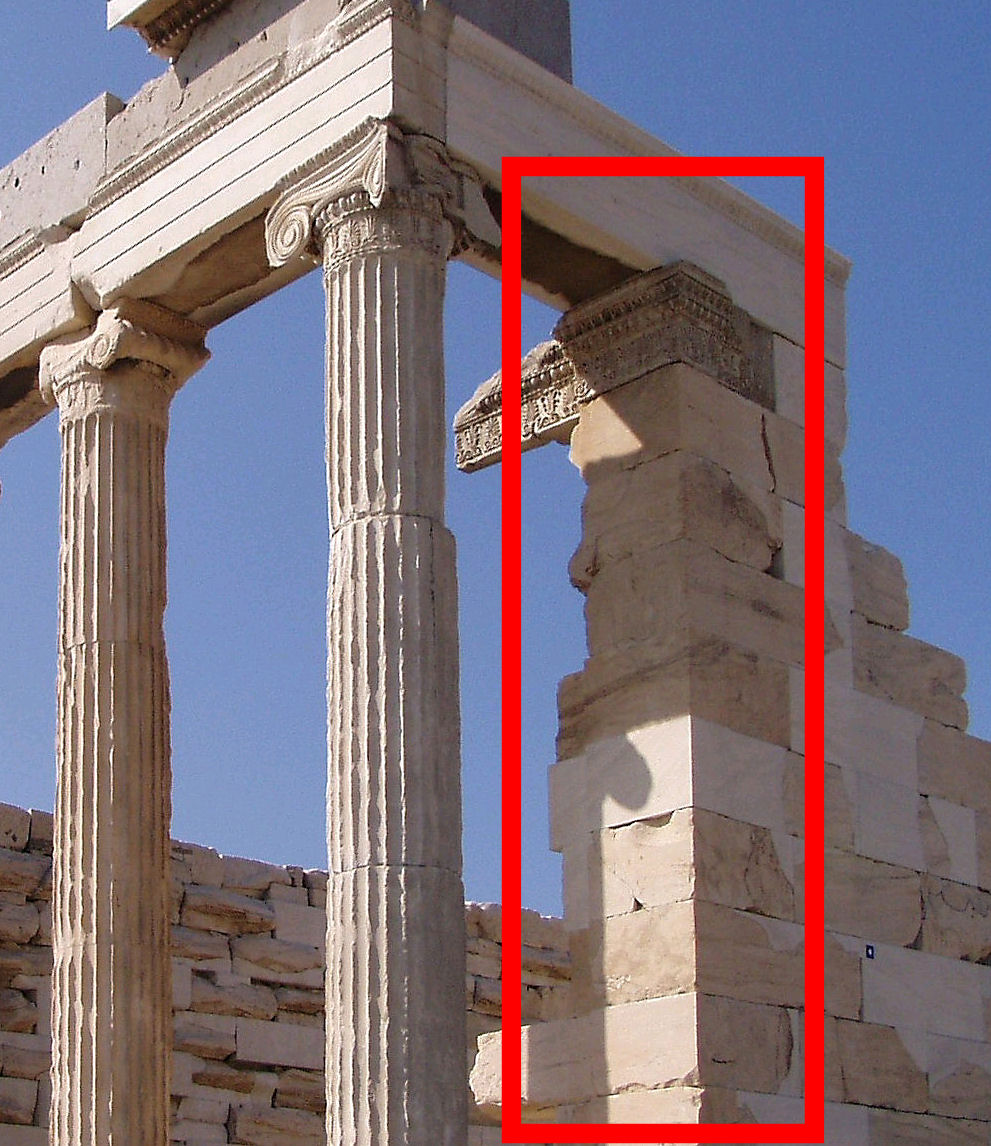
Uma anta atrás de uma fileira de colunas no Erecteion, um templo prostilo, Atenas (construído entre 421 e 406 a.C.). Um capitel decorativo pode ser visto no topo.

Ao contrário de colunas ou pilares, as antas estão diretamente conectadas às paredes de um templo. Eles devem sua origem aos postes verticais de madeira empregados nos primeiros palácios ou templos mais primitivos da Grécia, como em Tirinto. Elas eram usadas como estruturas de sustentação para suportar a madeira do telhado, já que não era possível confiar em paredes construídas com tijolos crus ou em alvenaria de entulho com argamassa de argila. Mais tarde, tornaram-se mais decorativos à medida que os materiais utilizados na construção das paredes se tornaram suficientes para suportar a estrutura.
Quando há colunas entre as antas, como na fachada de um alpendre, em vez de uma parede sólida, diz-se que as colunas estão em antis.

## Capitéis
A anta é geralmente coroada por um bloco de pedra projetado para distribuir a carga da superestrutura (entablamento) que ela suporta, chamado de "capitélio de anta" quando é estrutural, ou às vezes "capitélio de pilastra" se for apenas decorativo, como acontecia frequentemente durante o período romano. Para não se projetarem indevidamente da parede, esses capitéis de anta geralmente apresentam uma superfície bastante plana, de modo que o capitel tem mais ou menos uma estrutura geral em forma de tijolo. O capitel da anta pode ser mais ou menos decorado dependendo da ordem artística a que pertence, com desenhos, pelo menos na arquitetura grega antiga, muitas vezes bem diferentes do desenho dos capitéis das colunas às quais está adjacente. Esta diferença desapareceu com a época romana, quando os capitéis de anta ou pilastra passaram a ter um desenho muito semelhante ao dos capitéis das colunas.